# العار (فلم سوري)
العار فيلم سوري إنتاج المؤسسة العامة للسينما وهو عبارة عن عدة قصص تحكي معاناة أبناء الريف السوري في زمن الإقطاع بأسلوب معبر وشيق. الفيلم إنتاج عام 1974.
- إنتاج: المؤسسة العامة للسينما - دمشق / سوريا
- قصة : فاتح المدرس
- سيناريو : بلال الصابوني - وديع يوسف - بشير صافية - قيس الزبيدي
- إدارة التصوير :جورج خوري -حسن عزالدين - بهجت حيدر - عبده حمزة
- الموسيقى التصويرية: سهيل عرفة - إبراهيم جودت
- مونتاج : وليد حريب - مروان عكاوي
- إخراج: بشير صافية - بلال الصابوني - وديع يوسف

## تمثيل
- مها الصالح
- خالد تاجا
- عبد الرحمن آل رشي
- نور كيالي
- أديب قدورة
- يوسف حنا
- عبد اللطيف فتحي
- شفيق المنفلوطي

## وصلات خارجية
- العار على موقع قاعدة بيانات الأفلام العربية